# Dave Ellefson
Dave Ellefson, właśc. David Warren Ellefson, pseud. Junior (ur. 12 listopada 1964 w Jackson w stanie Minnesota) – amerykański muzyk, współzałożyciel i basista thrash metalowego zespołu Megadeth. Występował w nim od czasu założenia w 1983 roku do rozwiązania w 2002. Nie brał udziału w reaktywacji zespołu, jednak powrócił do Megadeth w 2010 roku i był w nim do 2021. W czasach pierwszego składu Megadeth o losach zespołu decydowali głównie David Ellefson i Dave Mustaine. W późniejszym czasie Ellefson współpracował z zespołem Soulfly – brał udział w powstawaniu płyt Prophecy (2004) oraz Dark Ages (2005). W lutym 2010 David powrócił do Megadeth, zastępując Jamesa LoMenzo. 24 maja 2021 roku Dave Mustaine opublikował informację, że zespół zakończył współpracę z Ellefsonem z bliżej nieokreślonego powodu.

## Instrumentarium
- Jackson USA Signature David Ellefson Concert Bass CB IV[4]

## Publikacje
- My Life with Deth: Discovering Meaning in a Life of Rock & Roll, 2013, Howard Books, ISBN 978-1-4516-9988-3

## Wideografia
- David Ellefson, Metal Bass Beginner (DVD, 2006, Rock House Method)
- David Ellefson, Metal Bass Intermediate (DVD, 2006, Rock House Method)
- David Ellefson of Megadeth – Metal Bass (DVD, 2010, Rock House Method)

## Filmografia
- The Decline of Western Civilization Part II: The Metal Years (1988, film dokumentalny, reżyseria: Penelope Spheeris)[5]
- Get Thrashed (2006, film dokumentalny, reżyseria: Rick Ernst)[6]
- Lemmy (2010, film dokumentalny, reżyseria: Greg Olliver, Wes Orshoski)[7]